# ESAB
Az ESAB, Elektriska Svetsnings-Aktiebolaget (Elektromos Hegesztési Részvénytársaság) svéd ipari vállalat. Hegesztő és vágó berendezéseket értékesít.
A társaságot Oscar Kjellberg alapította. A göteborgi cég 1904-ben úttörője volt a kézi fém ívhegesztő elektródák fejlesztésének. Másik neves vezérigazgatója Lars Westerberg volt, aki három évig vezette. 
Az ESAB-csoportot a Colfax Corporation szerezte meg 2012. január 13-án. A vásárlás után Clay Kiefaber, a Colfax vezérigazgatója az ESAB elnöki posztjára lépett, és átvette Steve Simms helyét.
2018. február 1-én az ESAB-csoport megvásárolta a Sandvik cég hegesztőhuzal-üzletét, és több éves kutatás-fejlesztési projektbe kezdett.
2018. november 1-én megváltoztatták a Sandvik hegesztőanyagok nevét Exaton-ra.  A névváltoztatással egy időben a termékcsomagolás is frissítésre került, hogy tükrözze az új Exaton márkát és a logót.   
Az IMTS 2018 kiállításon az ESAB bemutatta automatizált plazmaív döntő rendszerét.

## Fordítás
Ez a szócikk részben vagy egészben  az   ESAB című angol Wikipédia-szócikk ezen változatának fordításán alapul.  Az eredeti cikk szerkesztőit annak laptörténete sorolja fel. Ez a jelzés csupán a megfogalmazás eredetét és a szerzői jogokat jelzi, nem szolgál a cikkben szereplő információk forrásmegjelöléseként.